# 粵西客語
粵西客語，或稱客家語粵西片，是漢藏語系漢語族客家語的一個支系，主要分佈在中國廣東省西部地區。1987年版的《中國語言地圖集》粵西客語仍是未分片的方言島。而2012年版的《中國語言地圖集》，粵西客語則被歸類為客家語粵西片。

## 劃分與特點

### 分佈
根據2012年版的《中國語言地圖集》和《客家方言的分區》，中國客家語被分成八個大片，其中粵西片主要分佈在陽西縣的塘口、新墟等鎮部分地區；陽春縣八甲、山坪、三甲、永寧等鎮以及雙滘、馬水、潭水、圭崗部分地區；化州市蘭山、中垌、新安等鎮以及文樓、平定、官橋部分地區；信宜市的茶山、洪冠、平塘、錢排、合水、新堡等鎮以及貴子、硃砂、旺沙、懷鄉、白石、思賀、大成等地；高州市雲潭、馬貴、根子、泗水等鎮大部分以及新垌、謝雞、分界、深鎮等鎮部分地區；電白縣沙琅、望夫、黃嶺、羅坑、那霍等鎮以及觀珠、大衙、馬踏、林頭、羊角等鎮部分地區；廉江北部的長山、和寮、塘蓬、石頸、石角等鎮以及高橋、青平、雅塘、吉水、河唇等鎮的大部分。

### 特點
粵西片的客語主要有6個聲調，分別是平聲入聲分陰陽、上聲去聲不分陰陽。調值接近粵台片龍華小片。